# ジャン2世 (アランソン公)
ジャン2世・ド・ヴァロワ（Jean II de Valois, duc d'Alençon, 1409年3月2日 - 1476年9月8日）は、アランソン公（1415年 - 1474年）。アランソン公ジャン1世とブルターニュ公ジャン4世の娘マリーの息子で、ジャン5世とフランス元帥アルテュール・ド・リッシュモンの甥。百年戦争におけるフランス軍の指揮官の一人で、ジャンヌ・ダルクの戦友として知られる。

## 経歴
1415年のアジャンクールの戦いで父が戦死、ジャン2世は若くしてアランソン公とペルシュ伯を継いだ。1421年に王太子シャルル（後のシャルル7世）とブルターニュ公ジャン5世との間で成立した同盟強化のため、ジャン5世の甥に当たるジャン2世とオルレアン公シャルル・ド・ヴァロワの娘ジャンヌとの結婚が行われた。ところが、1424年に若くしてヴェルヌイユの戦いに参加したが、敗れてイングランド軍の捕虜となった為、1429年まで囚人として過ごした。高額な身代金が払われた後に釈放されたが、彼自身は衰弱した上に領地はイングランド軍の支配下に置かれていた。
解放後間もない1429年3月にジャン2世はシノンでジャンヌ・ダルクに出会い、彼女に感銘を受け、宮廷のジャンヌに対する審問に陪席している。この時点で身代金はまだ払い終えていないためイングランド軍と敵対出来ず5月のオルレアン包囲戦に参戦出来なかったが、オルレアン解放後に身代金を払い終え自由の身となり、ジャンヌやジル・ド・レ、ラ・イル、ジャン・ポトン・ド・ザントライユ、アンドレ・ド・ラヴァル、ジャン・ド・デュノワと共に6月にロワール川付近でジャルジョーの戦い、モン＝シュル＝ロワールの戦い、ボージャンシーの戦いを経て母方の叔父に当たるリッシュモン大元帥と合流、パテーの戦いで活躍した。
また、ジャン2世は王太子派の中で最も重要なジャンヌの支持者であり、9月にジャンヌ等と共に行っていたパリ包囲戦が失敗して軍事行動が終わると、ジャン2世はノルマンディー遠征をシャルル7世に命じられ、ジャンヌも一緒に連れていくことをシャルル7世に要求したが受け入れられず、1人で遠征へ向かった。
ジャン2世は以後もリッシュモンの下でイングランド軍との戦いに身を投じたが、段々シャルル7世と仲違いしていくようになり、1440年にデュノワやブルボン公シャルル1世らと共謀してプラグリーの乱に参加したり、イングランド軍に内通したりした。それでも1450年にリッシュモン、デュノワと共にカーンの包囲戦に加わったが、1454年に王太子ルイ（後のルイ11世）の陰謀に加担して反シャルル7世の姿勢を崩さず、1456年5月3日にジャンヌの復権裁判で証人として出席したが、イングランド軍への武器提供および上陸の手引きをする計画が発覚、31日に王命を受けたデュノワにより反逆者として逮捕された。
1458年、大逆罪で有罪判決を受け死刑を宣告されたが、リッシュモンの取り成しで判決は減刑されて再び収容された。1461年にシャルル7世が死去して即位したルイ11世の手により釈放されたが、ルイ11世に仕えるのを断り3度収容された。1474年7月18日、パリの議会で再び死刑を宣告され、領地は没収された。しかし刑は執行されず、1476年にルーヴルの牢獄で死去した。

## 結婚と子供
1421年にオルレアン公シャルル・ド・ヴァロワと最初の妻イザベル・ド・ヴァロワの娘ジャンヌ・ド・ヴァロワ（1409年 - 1432年）と結婚した。ジャンヌとは子供をもうけることなく死別した。
1437年にアルマニャック伯ジャン4世（オルレアン公シャルルの2番目の妻ボンヌの兄）の娘マリー・ダルマニャック（1420年頃 - 1473年）と再婚した。マリーとの間には1男1女をもうけた。
- カトリーヌ（1452年 - 1505年）
- ルネ（1454年 - 1492年）

他に庶子が数人いる。